# Хота Масајоши
Хота Масајоши (堀田 正睦, 30. август 1810 — Сакура, 26. април 1864.) био је пети Хота даимјо области Сакура током јапанског Едо периода, где је служио као роџу Токугава шогуната. Један је од политичара који су имали активну улогу приликом преговора са страним владама око отварања граница и обарања сакоку политике.

## Младост
Хота Масајоши је рођен у резиденцији своје области у Еду. Он је млађи син трећег даимјоа Сакуре, Хоте Масатокија а након очеве смрти 1811. бива усвојен од стране свог старијег брата, четвртог даимјоа Сакуре Хоте Масачике како би што раније осигурао наследника у породици. Масачика је био болешљив вођа због чега 1824. године настаје покрет за његово смењивање и постављање сина Хоте Масацуа (даимјоа Катада области) на његово место. Овој идеји су се противили многи челни људи Сакура области па је на његово место ипак постављен Масајоши. Игром слулчаја област је одмах оптерећења трошковима обезбеђивања обала због доласка црних бродова али се Масајоши врло брзо доказао као способан вођа и успешан реформатор финансијских послова области. Масајоши је остао познат и као особа која је ценила науку, спонзорисала студије рангакуа, као и војну технику западних земаља а допринео је и оснивању Џунтендо универитета.

## Каријера званичника
Хота постаје званичник шогуната у априлу 1829. добивши прво титулу сошабан а затим у августу 1834. титулу џиша-бугјоа. У мају 1837. постаје заштитник Осаке (Осака џодаи) али је само два месеца касније позван у Едо како би преузео обавезе роџуа. Од 1841, води се као десна рука Мизуно Тадакунија, главног организатора Тенпо реформи али након повлачења Мизуна 1843. Хота остаје без своје позиције роџуа.
При повратку у округ Сакура Хота је остао као један од политичара који су и подржавали обарање сакоку изолационе политике залагајући се за слободну трговину. У августу 1855, након што је велики земљотрес погодио Јапан током Ансеи периода, Хотина резиденција у Еду је била потпуно уништена. Недељу дана касније, виши роџу Абе Масахиро захтевао је да се Хота опет добије титулу роџоа и помогне му у политици.
Абе је често био критикован од стране тозама даимјоа, царског двора и осталих фракција због постигнутих договора са страним силама и потписивања разних споразума почевши од споразума из Канагаве која је директно оборила изолациону политику која је била на снази 220 година. У септембру је зато био принуђен да напусти свој положај који је Хота истог месеца преузео иако је Абе и даље остао роџу и утицајна фигура у политици све до његове смрти 1857.
Хота 17. октобра 1856. оснива ad hoc комитет који се састоји од званичника са знањима и искуствима спољних послова. У новембру 1856, задао је члановима да дођу до решења у вези услова при отварању јапанских лука. Решења до којих су дошли су предложена иностраним званичницима што је довело до преговора и касније до потписивања Харисовог уговора 1858. године која је отворила шест лука за америчку трговину добивши право на екстратериторијалност. Позивајући се на информације које је добио у вези Другог опијумског рата, Хота је сматрао да би одбијање америчког конзула Хариса подстакао САД да подигну своје захтеве и одговоре насилним методама. Ипак за мирно проналажење решења и потписивање уговора требало је убедити цара Комеија да прихвати услове споразума. Током пута за Кјото Хота је нашао цара под утицајем Соно џои политике који је цео двор подржавао као идеју да странце треба истерати из Јапана (по потреби и силом) што је приморало Хоту да се необављеног посла врати у Едо. Поврх тога актуелни шогун Токугава Ијесада био је веома болестани и растржан у превирањима око његовог наследника. Са тим проблемима Хоту 21. јуна 1858. замењује Ии Наосуке који добија титулу таироа.
Датума 6. септембра 1859, Хота напушта све своје положаје у корист сина и одлази у званичну пензију. Одатле наставља да пружа подршку, првенствено Хитоцубаши покрету који се супростављао Ии Наосукеу. Током Ансеи чистке стављен је у кућни притвор у оквиру замка области Сакура где је и умро 31. марта 1864. у 53 години живота.